# Fernana

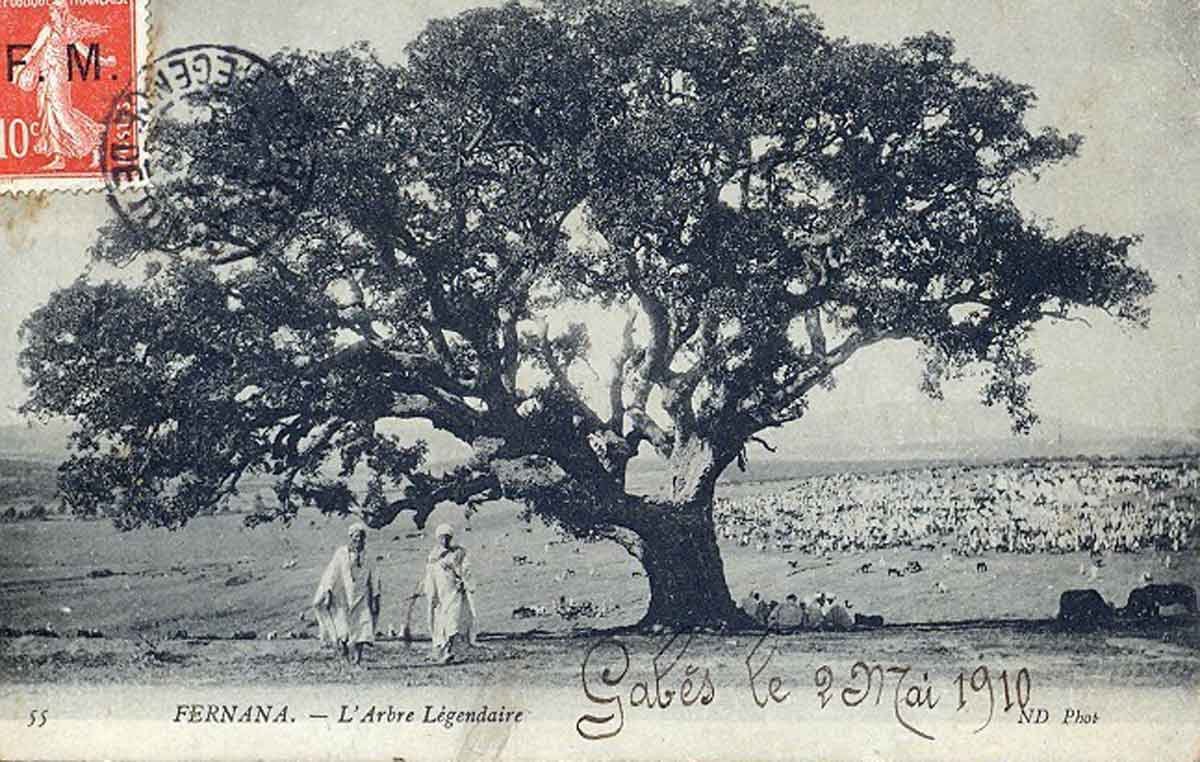
Árbol legendario en Fernana

Fernana (en árabe: فرنانة ) es una ciudad situada al noroeste de Túnez, a una treintena de kilómetros al sur de Tabarka sobre la carretera GP17, entre Aïn Draham y Jendouba, y cerca  de la antigua ciudad de Bulla Regia.
Pertenece a la Gobernación de Jendouba, constituye una municipalidad que contaba con 3 831 habitantes en 2014; es también la capital de una delegación que contaba con 52 690 habitantes en 2006.
Su nombre  proviene del aprovechamiento del alcornoque (fernane).
El municipio organiza por otra parte cada año un festival del teatro escolar.
Esta aldea organiza todos los domingos un Zoco muy pintoresco que recoge  la actividad comercial de la región.